# 페루 원주민

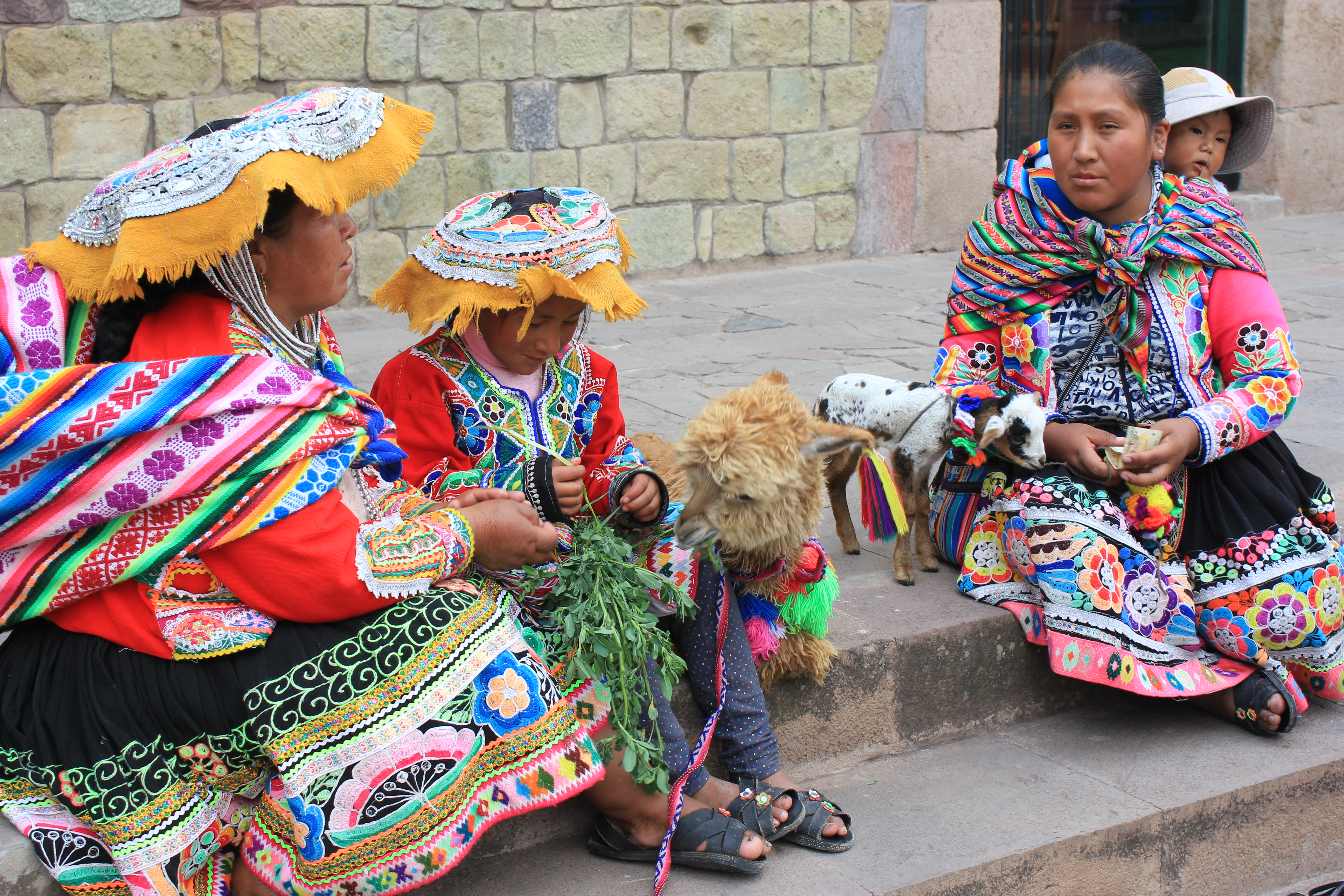
잉카 제국의 옛 수도인 쿠스코의 케추아족 여인들.

페루의 원주민은 1532년 스페인인이 도달하기 이전부터 살아가던 원주민 유래의 민족들을 말한다. 2017년 인구조사에서 5,972,606명의 페루인이 스스로를 원주민으로 규정하여 페루 전체 인구의 약 25.75%를 차지했다.
스페인이 도달했을 당시 안데스 산맥 동쪽의 아마존 분지 열대 우림에 사는 토착민은 대부분 반유목민이었고, 수렵, 낚시, 채집, 화전 농업으로 생계를 유지했다. 한편 안데스 산맥 및 그 서쪽에 사는 민족들은 복잡하고 체계적인 문명을 가진 잉카 제국의 지배를 받았다. 잉카 제국은 많은 도시를 개발했고 고도의 석공 기술로 사원이나 기념물들을 건설했다.
1500년대에는 2,000여 개의 민족과 부족이 있었다고 추정되나 그 중 다수가 잉카 제국과 뒤따른 스페인 제국의 확장에 따라 소멸했다. 대부분의 원주민은 새로 들어온 전염병에 의해 사망했다. 현재의 페루 인구는 원주민과 이주민의 혼혈인 메스티소가 다수를 차지한다.

## 민족 집단
- 아추아르족: 아마존
- 아과노족: 아마존
- 아과루나족, 아마존
- 아마와카족, 아마존
- 아샤닝카족, 아마존
- 아아마라족, 주로 페루 남부[1]
- 보라족, 아마존
- 칸도시족, 아마존
- 카시보족, 아마존
- 창카 문화, 과거 페루 남부
- 친차 문화, 과거 태평양 연안
- 촐론족, 아마존
- 코카마족
- 코카미야족
- 에세에하족, 아마존
- 아라큼부트족, 아마존
- 왐비사족, 아마존
- 히비토족, 아마존
- 히바로족, 아마존

- 슈아르족, 아마존

- 카시나와족, 아마존
- 쿨리나족, 아마존
- 코루보족
- 마치겡가족, 아마존
- 마치네레족, 아마존
- 마이나족, 아마존
- 마시코 피로족, 아마존
- 마체스족, 아마존
- 무이나네족
- 노르테 치코 문명 (기원전 9210–1800년), 태평양 연안
- 포크라 문화 (기원후 500–1000년), 태평양 연안
- 오카이나족
- 케로족, 안데스
- 케추아족, 잉카 제국 일반 민중의 직계 후손으로, 태평양 연안과 안데스 지역에서 다수집단.[1]

- 키호스 키추아족, 나포강 유역의 저지 케추아족.
- 카넬로스 키추아족, 티그레강과 코리엔테스강 유역의 저지 케추아족.
- 남부 파스타사 케추아족, 주로 파스타사강 유역에 사는 저지 케추아족.
- 키츠와 라미스타족, 와야가강과 마요강 유역의 저지 케추아족.

- 세코야족, 아마존
- 샤프라족, 아마존
- 시피보-코니보족, 아마존
- 티쿠나족, 아마존
- 투카노족
- 우라리나족, 아마존
- 우루족, 안데스
- 왕카족, 안데스
- 위토토족, 아마존
- 야과족, 아마존
- 야미나와족, 아마존
- 야네샤족, 아마존
- 이네족, 아마존
- 유쿠나족
- 사파라족, 아마존